# Sörbylund
Sörbylund är en bebyggelse i Anderslövs socken i Trelleborgs kommun, Skåne län. Mellan 1990 och 2015 samt åter 2020 avgränsade SCB här en småort. Vid avgränsningen 2015 hade folkmängden i området minskat och småorten avregistrerades.